# Tilda
Tilda – emulator terminali napisany w GTK+. Tilda została zaprojektowana na wzór konsoli z gry Quake, która wysuwa się z góry ekranu, a po wciśnięciu wcześniej zdefiniowanego klawisza (domyślnie tyldy), również się tam chowa.
Uruchamianie emulatora Tilda jest szybsze niż uruchamianie nowego terminala, ponieważ program jest już załadowany do pamięci, więc użytkownicy, którzy często uruchamiają terminal do krótkich zadań bardzo cenią sobie to udogodnienie.
Tilda jest darmowym programem, objętym licencją GNU General Public License